# Дабо, Муамаду
Муамаду́ Дабо́ (фр. Mouhamadou Dabo; 28 ноября 1986, Дакар, Сенегал) — французский футболист сенегальского происхождения, защитник клуба «Кан».

## Карьера

### Клубная
Муамаду Дабо — воспитанник сенегальского футбольного клуба «Йегго». В 2000 году оказался в системе подготовки «Сент-Этьена». Дебютировал в первой команде 7 мая 2005 года в матче Лиги 1 против клуба «Тулузы».
18 сентября 2008 года защитник впервые сыграл в матче Кубка УЕФА. Он вышел на игру с тель-авивского «Хапоэля» в стартовом составе, а во втором тайме был заменён на Давида Соже.
Весной 2010 года заинтересованность в переходе Дабо проявлял немецкий клуб «Кёльн».
Однако месяц спустя было объявлено о переходе защитника в испанскую «Севилью».
Всего за время выступления в «Сент-Этьене» Муамаду Дабо сыграл за команду в Лиге 1 116 матчей и забил 1 гол (21 сентября 2008 года в ворота «Пари Сен-Жермен»).
Защитник впервые сыграл за новый клуб 14 августа 2010 года в матче Суперкубка Испании против «Барселоны».
Несмотря на 4-летний контракт с «Севильей» Дабо выступал в клубе только 1 сезон, проведя за это время 37 матчей в различных турнирах. Летом 2011 года футболист вернулся во Францию, став игроком лионского «Олимпика».
Муамаду Дабо дебютировал за «ткачей» 18 сентября 2011 года в матче Лиги 1 против «Марселя», заменив на 87-й минуте встречи Клемана Гренье.
В составе «Лиона» в 2012 году защитник стал обладателем Кубка и Суперкубка Франции, а также финалистом Кубка лиги.

#### Ронское дерби
Выступая за «Сент-Этьен», Муамаду Дабо 7 раз принимал участие в матчах против лионского «Олимпика», причём «зелёные» в этих матчах не одержали ни одной победы, потерпев 3 поражения.
Став игроком «Лиона», защитник также регулярно участвовал в играх против «Сент-Этьена». Дважды Дабо не удавалось доиграть матчи против своей бывшей команды: 29 декабря 2011 и 9 декабря 2012 года полузащитник удалялся с поля, получая красные карточки.

### В сборной
Муамаду Дабо с 2007 по 2008 год выступал за молодёжную сборную Франции. За это время защитник провёл за команду 17 матчей. В своей последней игре за молодёжку (10 октября 2008 года со сверстниками из Германии) Дабо вышел на поле с капитанской повязкой.

## Статистика
| Клуб                    | Сезон                   | Чемпионат               | Чемпионат | Чемпионат | Кубки | Кубки | Еврокубки | Еврокубки | Всего | Всего |
| Клуб                    | Сезон                   | Лига                    | Игры      | Голы      | Игры  | Голы  | Игры      | Голы      | Игры  | Голы  |
| ----------------------- | ----------------------- | ----------------------- | --------- | --------- | ----- | ----- | --------- | --------- | ----- | ----- |
| Сент-Этьен              | 2004/05                 | Лига 1                  | 3         | 0         | 0     | 0     | 0         | 0         | 3     | 0     |
| Сент-Этьен              | 2005/06                 | Лига 1                  | 18        | 0         | 2     | 0     | 2         | 1         | 22    | 1     |
| Сент-Этьен              | 2006/07                 | Лига 1                  | 14        | 0         | 2     | 0     | 0         | 0         | 16    | 0     |
| Сент-Этьен              | 2007/08                 | Лига 1                  | 32        | 0         | 2     | 0     | 0         | 0         | 34    | 0     |
| Сент-Этьен              | 2008/09                 | Лига 1                  | 24        | 1         | 1     | 0     | 5         | 0         | 30    | 1     |
| Сент-Этьен              | 2009/10                 | Лига 1                  | 25        | 0         | 1     | 0     | 0         | 0         | 26    | 0     |
| Всего за «Сент-Этьен»   | Всего за «Сент-Этьен»   | Всего за «Сент-Этьен»   | 116       | 1         | 8     | 0     | 7         | 1         | 131   | 2     |
| Севилья                 | 2010/11                 | Примера                 | 24        | 0         | 5     | 0     | 8         | 0         | 37    | 0     |
| Всего за «Севилью»      | Всего за «Севилью»      | Всего за «Севилью»      | 24        | 0         | 5     | 0     | 8         | 0         | 37    | 0     |
| Олимпик Лион            | 2011/12                 | Лига 1                  | 15        | 0         | 8     | 0     | 3         | 0         | 26    | 0     |
| Олимпик Лион            | 2012/13                 | Лига 1                  | 30        | 0         | 3     | 0     | 0         | 0         | 33    | 0     |
| Олимпик Лион            | 2013/14                 | Лига 1                  | 2         | 0         | 0     | 0     | 2         | 0         | 4     | 0     |
| Всего за «Олимпик Лион» | Всего за «Олимпик Лион» | Всего за «Олимпик Лион» | 47        | 0         | 11    | 0     | 5         | 0         | 63    | 0     |
| Всего за карьеру        | Всего за карьеру        | Всего за карьеру        | 187       | 1         | 24    | 0     | 20        | 1         | 231   | 2     |

## Достижения
«Олимпик Лион»
- Обладатель Кубка Франции: 2011/12
- Обладатель Суперкубка Франции: 2012
- Финалист Кубка французской лиги: 2011/12